# Claude Lazar
 (juin 2024).
Si vous disposez d'ouvrages ou d'articles de référence ou si vous connaissez des sites web de qualité traitant du thème abordé ici, merci de compléter l'article en donnant les références utiles à sa vérifiabilité et en les liant à la section « Notes et références ».
Claude Lazar est un artiste peintre français né en 1947.

## Biographie
Né à Alexandrie en Égypte, Claude Lazar est arrivé à Paris en 1957 à la suite de la nationalisation du canal de Suez. Après ses études secondaires, il suit des cours à l'Académie de la Grande Chaumière. Il entre ensuite à l'École Nationale Supérieure des Métiers d'art. 
Enthousiasmé par les événements de mai 1968, il participe à un stage de cinéma militant à la faculté de Vincennes, alors bastion de la contestation. Dans ce cadre il collabore à la réalisation du film « Attention aux provocateurs », une critique du rôle du PC pendant la guerre d’Algérie. Avec le Collectif Cinéma Vincennes il assiste à un colloque « Pour un Front culturel révolutionnaire » organisé par les Cahiers du cinéma pendant le Festival d'Avignon en 1973. Il y rencontre un groupe d'artistes subversifs, le FAP (Front des artistes plasticiens), avec lequel il prendra part à de nombreuses manifestations : Front culturel, dénonciation de la CAVAR, LIP, Canjuers au Larzac, défense des habitants du quartier Jouy-Fourcy-Miron face à une promotion immobilière de la galerie Maeght, création d'un atelier-populaire de sérigraphie, dénonciation du marché de l'art, exposition Chili contre la dictature de Pinochet, etc.[réf. nécessaire]
En 1978 il prend part à la conception de « l’Exposition internationale pour la Palestine » à Beyrouth. Mais, après l'assassinat, boulevard Haussmann à Paris, de son ami Ezzedine Kalak, représentant de l’OLP (Organisation de libération de la Palestine) en France, il décide d'abandonner le militantisme et entre à la galerie Jean Pierre Lavignes.[réf. nécessaire].
En 1982 il rejoint la Galerie du Centre en face de Beaubourg. Il y expose plusieurs années ainsi que dans de nombreuses galeries en France et en Europe : Londres, Bruxelles, Stockholm, Lille, Annemasse, Barbizon… Après une présentation des artistes de la galerie à Art Expo à New York, s’ouvre le marché américain. D’abord dans des foires de l’art puis dans des galeries de multiples villes : Hawaï, Dallas, Los Angeles, Floride. Mais c’est à San Francisco et Manhattan qu’il choisi d’être représenté en permanence. Les expositions se suivent et ses prix grimpent progressivement. Le succès de son travail n’effacera malheureusement pas l’avidité de ses deux marchands, Weinstein et Bowles. Il décida alors de revenir vers les galeries parisiennes. Chez Colette Clavreul place des Vosges, chez Patrice Peltier à Saint-Germain-des-Prés et à la galerie « 27 Concept » rue de Bourgogne. En 2020 une rétrospective à la médiathèque de La Garenne Colombes sera brutalement interrompue par l’épidémie du Covid. 
En 2012, les  deux historiennes Rasha Salti et Kristine Khouri avaient  cherché à le rencontrer pour éclaircir sa présence dans un catalogue de 1978 relatif à l’exposition Internationale pour la Palestine à Beyrouth. En réponse il leur confira trente années de documentation qui jetteront les bases de l’exposition Past Disquiet. Cette exposition - in progress- retraçant en partie le parcours de Claude Lazar, sera présentée dans des musées à travers le monde au MACBA à Barcelone, au HKW à Berlin, au MSSA à Santiago du Chili, au Sursoc Museum à Beyrouth, au MOCAA  à Cape Town. En 2023 « Passé Inquiet » sera présentée au Palais de Tokyo à Paris. Simultanément on confiera à Claude Lazar un espace, au MAM dans l’exposition « Présence arabe à Paris 1908 - 1988 ».  Au même moment le massacre du 7 octobre et les bombardements de Gaza feront resurgir dramatiquement la question palestinienne qui s’était quelque peu estompée. Une importante mécène du Palais de Tokyo, Sandra Hegedüs Mulliez, se retirera en réaction à cette exposition. Claude Lazar apparaitra un an plus tard dans un article de Roxana Azimi dans le journal Le Monde, témoignant sur la réaction des artistes face au 7 octobre.
L’itinéraire et l’œuvre de cet artiste sont retranscrits dans une autobiographie : « Claude Lazar -  Une vie pavée de couleurs ».